# Myzus filicis
Myzus filicis är en insektsart. Myzus filicis ingår i släktet Myzus och familjen långrörsbladlöss. Inga underarter finns listade i Catalogue of Life.